# Wilerhorn (bergstopp i Schweiz, Valais)
Wilerhorn är en bergstopp i Schweiz.   Den ligger i distriktet Raron och kantonen Valais, i den södra delen av landet, 70 km söder om huvudstaden Bern. Toppen på Wilerhorn är 3 307 meter över havet, eller 241 meter över den omgivande terrängen. Bredden vid basen är 2,6 km.
Terrängen runt Wilerhorn är huvudsakligen mycket bergig. Närmaste större samhälle är Visp, 10,9 km sydost om Wilerhorn. 
Trakten runt Wilerhorn består i huvudsak av gräsmarker. Runt Wilerhorn är det ganska tätbefolkat, med 56 invånare per kvadratkilometer.